# Nestoras Mitidis
Nestoras Mitidis (ur. 1 czerwca 1991 w Larnace) – cypryjski piłkarz grający na pozycji napastnika, reprezentant kraju. Od 2016 występuje w holenderskim klubie Roda JC Kerkrade.

## Statystyki kariery
Stan na koniec sezonu 2015/2016
| Klub        | Sezon   | Liga          | Liga  | Liga   | Europa | Europa | Suma  | Suma   |
| Klub        | Sezon   | Liga          | Mecze | Bramki | Mecze  | Bramki | Mecze | Bramki |
| ----------- | ------- | ------------- | ----- | ------ | ------ | ------ | ----- | ------ |
| AEK Larnaka | 2010/11 | A’ Kategorias | 10    | 1      | −      | −      | 10    | 1      |
| AEK Larnaka | 2011/12 | A’ Kategorias | 9     | 1      | 4      | 0      | 13    | 1      |
| AEK Larnaka | 2012/13 | A’ Kategorias | 4     | 1      | −      | −      | 4     | 1      |
| AEK Larnaka | 2013/14 | A’ Kategorias | 33    | 10     | −      | −      | 33    | 1      |
| AEK Larnaka | 2014/15 | A’ Kategorias | 17    | 10     | −      | −      | 17    | 10     |
| AEK Larnaka | 2015/16 | A’ Kategorias | 21    | 3      | 2      | 0      | 23    | 3      |